# Bexon (Kent)
Pour les articles homonymes, voir Bexon.
Bexon est un village du Kent, en Angleterre.